# ريكاردو دا سيلفا
ريكاردو دا سيلفا (29 أكتوبر 1983 بتوريس فيدراس في البرتغال - ) هو لاعب كرة قدم برتغالي في مركز الوسط. لعب مع أدلايد بلو إيغيلز وأدلايد غالاكسي ونادي أديلايد سيتي لكرة القدم ونادي أديلايد يونايتد ووايت سيتي وودفيل وS.C.U. Torreense ‏ ووست أديلايد ‏.

## وصلات خارجية
- ريكاردو دا سيلفا على موقع قاعدة بيانات كرة القدم.إي يو (الإنجليزية)